# نيوكاسل أبون تاين الشرقية ووالسيند (دائرة انتخابية في المملكة المتحدة)
نيوكاسل أبون تاين الشرقية ووالسيند  (بالإنجليزية: Newcastle upon Tyne East and Wallsend)‏ هي إحدى الدوائر الانتخابية في المملكة المتحدة الممثلة في مجلس العموم في برلمان المملكة المتحدة.
عضو البرلمان الذي يمثلها حالياً هو :Rt Hon Nicholas Brown (Lab).
‌